# Shanti Pereira
Veronica Shanti Pereira (Singapore, 20 giugno 1996) è una velocista singaporiana, detentrice di alcuni record nazionali.
È stata la prima atleta singaporiana a correre sotto i 12 secondi. Sua sorella maggiore, Valerie Seema, è stata anch'essa una velocista.

## Record nazionali
- 60 metri piani: 7"61 ( Hangzhou, 15 febbraio 2014)
- 100 metri piani: 11"20 ( Bangkok, 14 luglio 2023)
- 200 metri piani: 22"57 ( Budapest, 23 agosto 2023)
- Staffetta 4x100 metri: 41"90 ( Kuala Lumpur, 25 agosto 2017)
- Staffetta 4x400 metri: 3'40"58 ( Singapore, 11 giugno 2015)

## Palmarès
| Anno | Manifestazione                  | Sede         | Evento      | Risultato   | Prestazione | Note                                     |
| ---- | ------------------------------- | ------------ | ----------- | ----------- | ----------- | ---------------------------------------- |
| 2012 | Camp. asiatici indoor           | Hangzhou     | 60 m piani  | Semifinale  | dns         |                                          |
| 2012 | Camp. Sud-est asiatico juniores | Singapore    | 200 m piani | Argento     | 25"37       |                                          |
| 2012 | Camp. asiatici juniores         | Colombo      | 100 m piani | 5ª          | 12"21       |                                          |
| 2012 | Camp. asiatici juniores         | Colombo      | 200 m piani | Bronzo      | 25"09       |                                          |
| 2013 | Camp. Sud-est asiatico allievi  | Ho Chi Minh  | 100 m piani | Oro         | 12"05       |                                          |
| 2013 | Camp. Sud-est asiatico allievi  | Ho Chi Minh  | 200 m piani | Oro         | 24"60       |                                          |
| 2013 | Mondiali allievi                | Donec'k      | 100 m piani | Semifinale  | 11"96       |                                          |
| 2013 | Mondiali allievi                | Donec'k      | 200 m piani | Semifinale  | 24"76       |                                          |
| 2013 | Giochi del Sud-est asiatico     | Naypyidaw    | 100 m piani | 4ª          | 11"96       |                                          |
| 2013 | Giochi del Sud-est asiatico     | Naypyidaw    | 200 m piani | 4ª          | 24"16       |                                          |
| 2013 | Giochi del Sud-est asiatico     | Naypyidaw    | 4×400 m     | 4ª          | 3'44"80     |                                          |
| 2014 | Camp. asiatici indoor           | Hangzhou     | 60 m piani  | 7ª          | 7"61        | Record nazionale                         |
| 2014 | Camp. asiatici juniores         | Taipei       | 100 m piani | Bronzo      | 11"79       |                                          |
| 2014 | Camp. asiatici juniores         | Taipei       | 200 m piani | Argento     | 23"99       |                                          |
| 2014 | Camp. asiatici juniores         | Taipei       | 4×100 m     | 5ª          | 46"78       |                                          |
| 2014 | Mondiali juniores               | Eugene       | 200 m piani | Semifinale  | 24"24       |                                          |
| 2014 | Giochi del Commonwealth         | Glasgow      | 200 m piani | Semifinale  | 24"29       | Miglior prestazione personale stagionale |
| 2014 | Giochi del Commonwealth         | Glasgow      | 4×100 m     | Batteria    | 46"84       |                                          |
| 2014 | Giochi asiatici                 | Incheon      | 100 m piani | Batteria    | 12"02       |                                          |
| 2014 | Giochi asiatici                 | Incheon      | 4×400 m     | 8ª          | 3'49"97     |                                          |
| 2015 | Giochi del Sud-est asiatico     | Singapore    | 100 m piani | Bronzo      | 11"88       |                                          |
| 2015 | Giochi del Sud-est asiatico     | Singapore    | 200 m piani | Oro         | 23"60       | Record nazionale                         |
| 2015 | Giochi del Sud-est asiatico     | Singapore    | 4×400 m     | 4ª          | 3'40"58     |                                          |
| 2015 | Mondiali                        | Pechino      | 200 m piani | Batteria    | 24"22       |                                          |
| 2017 | Camp. asiatici                  | Bhubaneswar  | 200 m piani | 7ª          | 23"80       |                                          |
| 2017 | Camp. asiatici                  | Bhubaneswar  | 4×100 m     | 7ª          | 45"97       |                                          |
| 2017 | Giochi del Sud-est asiatico     | Kuala Lumpur | 100 m piani | Bronzo      | 11"76       |                                          |
| 2017 | Giochi del Sud-est asiatico     | Kuala Lumpur | 200 m piani | Bronzo      | 23"68       |                                          |
| 2018 | Giochi asiatici                 | Giacarta     | 100 m piani | Batteria    | 12"01       |                                          |
| 2018 | Giochi asiatici                 | Giacarta     | 200 m piani | Semifinale  | 24"33       |                                          |
| 2018 | Giochi asiatici                 | Giacarta     | 4×100 m     | Batteria    | 45"93       |                                          |
| 2019 | Camp. asiatici                  | Doha         | 100 m piani | Semifinale  | 11"71       |                                          |
| 2019 | Camp. asiatici                  | Doha         | 200 m piani | Batteria    | 23"96       |                                          |
| 2019 | Camp. asiatici                  | Doha         | 4×100 m     | 7ª          | 45"78       |                                          |
| 2019 | Universiadi                     | Napoli       | 100 m piani | Semifinale  | 11"73       |                                          |
| 2019 | Universiadi                     | Napoli       | 200 m piani | Semifinale  | 23"78       | Miglior prestazione personale stagionale |
| 2019 | Mondiali                        | Doha         | 200 m piani | Batteria    | 24"00       |                                          |
| 2022 | Mondiali                        | Eugene       | 200 m piani | Batteria    | 23"53       |                                          |
| 2022 | Giochi del Commonwealth         | Birmingham   | 100 m piani | Semifinale  | 11"57       |                                          |
| 2022 | Giochi del Commonwealth         | Birmingham   | 200 m piani | Semifinale  | 23"46       |                                          |
| 2022 | Giochi del Commonwealth         | Birmingham   | 4x100 m     | Batteria    | 45"58       |                                          |
| 2023 | Campionati asiatici             | Bangkok      | 100 m piani | Oro         | 11"20       | Record nazionale                         |
| 2023 | Campionati asiatici             | Bangkok      | 200 m piani | Oro         | 22"70       |                                          |
| 2023 | Campionati asiatici             | Bangkok      | 4x100 m     | 6ª          | 45"60       |                                          |
| 2023 | Mondiali                        | Budapest     | 100 m piani | Batteria    | 11"33       |                                          |
| 2023 | Mondiali                        | Budapest     | 200 m piani | Semifinale  | 22"79       | [ 2 ] [ 3 ]                              |
| 2023 | Giochi asiatici                 | Hangzhou     | 100 m piani | Argento     | 11"27       |                                          |
| 2023 | Giochi asiatici                 | Hangzhou     | 200 m piani | Oro         | 23"03       |                                          |
| 2023 | Giochi asiatici                 | Hangzhou     | 4x100 m     | 5º          | 45"34       |                                          |
| 2024 | Giochi olimpici                 | Parigi       | 100 m piani | Batteria    | 11"63       |                                          |
| 2024 | Giochi olimpici                 | Parigi       | 200 m piani | Ripescaggio | 23"45       |                                          |